# کامران مولایی
تازه‌آباد مولائی روستایی در دهستان قلخانی بخش گهواره شهرستان دالاهو استان کرمانشاه ایران است.

## جمعیت
بر پایه سرشماری عمومی نفوس و مسکن در سال ۱۳۹۵ جمعیت این روستا ۲۷ نفر (۸خانوار) بوده‌است.